# Чехувка (Люблінське воєводство)
Чехувка (пол. Czechówka) — село в Польщі, у гміні Грабовець Замойського повіту Люблінського воєводства.
Населення — 110 осіб (2011).
У 1975-1998 роках село належало до Замойського воєводства.

## Демографія
Демографічна структура станом на 31 березня 2011 року:
|          | Загалом | Допрацездатний вік | Працездатний вік | Постпрацездатний вік |
| -------- | ------- | ------------------ | ---------------- | -------------------- |
| Чоловіки | 58      | 10                 | 37               | 11                   |
| Жінки    | 52      | 9                  | 23               | 20                   |
| Разом    | 110     | 19                 | 60               | 31                   |